# Poppa's House
Poppa's House es una serie de televisión de comedia de situación estadounidense que se estrenó el 21 de octubre de 2024 a través de CBS. Está protagonizada por Damon Wayans, Damon Wayans Jr., Essence Atkins y Tetona Jackson. La serie fue creada por Damon Wayans, Kevin Hench y Damon Wayans Jr. En abril de 2025, la serie fue cancelada tras una temporada.

## Reparto

### Principales
- Damon Wayans como Poppa
- Damon Wayans Jr. como Damon
- Essence Atkins como Ivy
- Tetona Jackson como Nina

### Recurrentes
- Bryan Safi como Allen Whitley
- Geoffrey Owens como J.J
- Caleb Johnson como Trey
- River Blossom como Maya
- Wendy Raquel Robinson como Catherine

### Invitados
- Adriyan Rae como Lola
- Phil Beauman como Tyrone
- Tommy Davidson como Jarnold
- Ella Joyce como Felicia
- Rebecca Mader como Directora Susan Pierce
- Coby Bell como David
- Lamorne Morris como Preston
- Charo como ella misma
- Marlon Wayans como Melvin
- Vivica A. Fox como Jueza «Say Wha?»

## Episodios
| N.º | Título              | Dirigido por    | Escrito por                                                                        | Fecha de emisión original | Audiencia (millones) |
| --- | ------------------- | --------------- | ---------------------------------------------------------------------------------- | ------------------------- | -------------------- |
| 1   | «Pilot»             | Andy Ackerman   | Damon Wayans, Damon Wayans Jr. y Kevin Hench                                       | 21 de octubre de 2024     | 4.20                 |
| 2   | «Sleepover»         | Kelly Park      | Dean Lorey y Damon Wayans                                                          | 28 de octubre de 2024     | 3.54                 |
| 3   | «Podcast»           | Robert Townsend | Kim Wayans y Kevin Knotts                                                          | 4 de noviembre de 2024    | 3.29                 |
| 4   | «School Days»       | Kim Wayans      | Leslie Schapira                                                                    | 11 de noviembre de 2024   | 3.46                 |
| 5   | «Disciplinarian»    | Phill Lewis     | Erica Montolfo                                                                     | 25 de noviembre de 2024   | 3.20                 |
| 6   | «Family Photo»      | Kelly Park      | Romanski                                                                           | 2 de diciembre de 2024    | 3.37                 |
| 7   | «Brokeback»         | Kim Wayans      | Michael Wayans                                                                     | 9 de diciembre de 2024    | 3.16                 |
| 8   | «Wig»               | Robert Townsend | Phil Beauman y Shawn Wayans                                                        | 16 de diciembre de 2024   | 3.42                 |
| 9   | «Puppy»             | Phill Lewis     | Chris Lorey                                                                        | 27 de enero de 2025       | 3.67                 |
| 10  | «Elevator Friend»   | Kelly Park      | Michael Wayans y Damon Wayans Jr.                                                  | 3 de febrero de 2025      | 3.38                 |
| 11  | «Dirty Laundry»     | Kim Wayans      | Adrian Colon                                                                       | 10 de febrero de 2025     | 3.58                 |
| 12  | «Slumber Party»     | Phill Lewis     | Adrian Colón Jr.                                                                   | 24 de febrero de 2025     | 3.60                 |
| 13  | «Graduation»        | Phill Lewis     | Phil Beauman y Shawn Wayans                                                        | 3 de marzo de 2025        | 3.32                 |
| 14  | «Melvin»            | Kim Wayans      | Dean Lorey y Damon Wayans                                                          | 24 de marzo de 2025       | 3.48                 |
| 15  | «Say Wha?!»         | Damien Wayans   | Kim Wayans, Kevin Knotts, Kristin Layne Tucker y Jack Sentell                      | 31 de marzo de 2025       | 3.64                 |
| 16  | «Game of Phones»    | Damien Wayans   | Romanski, Leslie Schapira, Jess Lieberman y Brittany Johnston                      | 14 de abril de 2025       | 3.12                 |
| 17  | «Babygirl»          | Robert Townsend | Guion de: Cara Mia Wayans y Kyla Wayans Historia de: Amara Wayans y Aniya Wayans   | 21 de abril de 2025       | 3.48                 |
| 18  | «Magic Shine Again» | Robert Townsend | Guion de: Phil Beauman y Shawn Wayans Historia de: Chris Lorey y Keenen Wayans Jr. | 28 de abril de 2025       | 3.32                 |

## Producción

### Desarrollo
Poppa's House fue anunciado el 10 de octubre de 2022. El piloto de la serie fue pedido el 8 de febrero de 2023, siendo escrito por Damon Wayans y Kevin Hench, y dirigido por Andy Ackerman. Las productoras involucradas en Poppa's House son Amara Films, Hench in the Trench Productions, Two Shakes Entertainment y CBS Studios. Poppa's House recibió una orden de serie el 9 de mayo de 2023.
Poppa's House se ha trasladado a la temporada televisiva 2024-25 debido a retrasos en la producción relacionados con los conflictos laborales en Hollywood. El 22 de abril de 2025, CBS canceló la serie tras una temporada.

### Selección de reparto
Tras el anuncio de la orden del piloto, Damon Wayans y Damon Wayans Jr. fueron elegidos para la serie. Cuando CBS dio la orden de serie, Essence Atkins y Tetona Jackson se unieron al reparto en papeles protagonistas. El 9 de agosto de 2024, Wendy Raquel Robinson fue elegida para un papel recurrente.

## Emisión
Poppa's House se estrenó el 21 de octubre de 2024 a través de CBS.

## Recepción

### Audiencia
| N.º | Título              | Fecha de emisión        | ÍA (18–49) | Audiencia (millones) | DVR (18–49) | Audiencia DVR (millones) | Total (18–49) | Audiencia total (millones) | Ref(s) |
| --- | ------------------- | ----------------------- | ---------- | -------------------- | ----------- | ------------------------ | ------------- | -------------------------- | ------ |
| 1   | «Pilot»             | 21 de octubre de 2024   | 0.4/4      | 4.20                 | 0.1         | 0.86                     | 0.5           | 5.06                       | [ 3 ]  |
| 2   | «Sleepover»         | 28 de octubre de 2024   | 0.4/3      | 3.54                 | 0.0         | 0.68                     | 0.4           | 4.22                       | [ 4 ]  |
| 3   | «Podcast»           | 4 de noviembre de 2024  | 0.4/3      | 3.29                 | 0.0         | 0.74                     | 0.4           | 4.03                       | [ 5 ]  |
| 4   | «School Day»        | 11 de noviembre de 2024 | 0.3/3      | 3.46                 | 0.1         | 0.64                     | 0.4           | 4.10                       | [ 6 ]  |
| 5   | «Disciplinairian»   | 25 de noviembre de 2024 | 0.4/4      | 3.20                 | 0.0         | 0.51                     | 0.4           | 3.71                       | [ 7 ]  |
| 6   | «Family Photo»      | 2 de diciembre de 2024  | 0.3/4      | 3.37                 | 0.1         | 0.53                     | 0.4           | 3.90                       | [ 8 ]  |
| 7   | «Brokeback»         | 9 de diciembre de 2024  | 0.3/3      | 3.16                 | 0.1         | 0.61                     | 0.4           | 3.77                       | [ 9 ]  |
| 8   | «Wig»               | 16 de diciembre de 2024 | 0.3/3      | 3.42                 | 0.1         | 0.55                     | 0.4           | 3.97                       | [ 10 ] |
| 9   | «Puppy»             | 27 de enero de 2025     | 0.3/4      | 3.67                 | 0.1         | 0.50                     | 0.4           | 4.18                       | [ 11 ] |
| 10  | «Elevator Friend»   | 3 de febrero de 2025    | 0.3/5      | 3.38                 | 0.1         | 0.52                     | 0.4           | 3.89                       | [ 12 ] |
| 11  | «Dirty Laundry»     | 10 de febrero de 2025   | 0.4/5      | 3.58                 | 0.0         | 0.49                     | 0.4           | 4.07                       | [ 13 ] |
| 12  | «Slumber Party»     | 24 de febrero de 2025   | 0.4/5      | 3.60                 | 0.1         | 0.54                     | 0.4           | 4.14                       | [ 14 ] |
| 13  | «Graduation»        | 3 de marzo de 2025      | 0.3/4      | 3.32                 | 0.1         | 0.52                     | 0.4           | 3.85                       | [ 15 ] |
| 14  | «Melvin»            | 24 de marzo de 2025     | 0.3/4      | 3.48                 | 0.1         | 0.59                     | 0.4           | 4.07                       | [ 16 ] |
| 15  | «Say Wha?!»         | 31 de marzo de 2025     | 0.3/5      | 3.64                 | 0.1         | 0.56                     | 0.4           | 4.20                       | [ 17 ] |
| 16  | «Game of Phones»    | 14 de abril de 2025     | 0.3/4      | 3.12                 | 0.1         | 0.51                     | 0.3           | 3.63                       | [ 18 ] |
| 17  | «Babygirl»          | 21 de abril de 2025     | 0.3/4      | 3.48                 | —           | —                        | —             | —                          | [ 19 ] |
| 18  | «Magic Shine Again» | 28 de abril de 2025     | 0.3/4      | 3.32                 | —           | —                        | —             | —                          | [ 20 ] |

### Premios y nominaciones
| Año  | Premiación          | Categoría                                           | Nominado(s)                            | Resultado | Ref.   |
| ---- | ------------------- | --------------------------------------------------- | -------------------------------------- | --------- | ------ |
| 2025 | Kids' Choice Awards | Estrella masculina de televisión favorita (familia) | Damon Wayans Jr. por su papel de Damon | Nominado  | [ 27 ] |